# Joshua Meador
Joshua Lawrence Meador ou Josh Meador (12 mars 1911 - 24 août 1965) était un animateur, artiste d'effets spéciaux et réalisateur américain ayant travaillé pour les studios Disney.

## Biographie
Il a travaillé chez Disney de 1936 à son décès en 1965.
Il a créé les effets d'animation pour Planète interdite (1956). Son fils Phil Meador a travaillé aussi pour Disney sur le film Le Trou noir (1979).

## Filmographie
- 1937 : Le Vieux Moulin, animateur
- 1937 : Blanche-Neige et les Sept Nains, animateur
- 1940 : Pinocchio, animateur
- 1940 : Fantasia, animateur, artiste d'effets spéciaux
- 1941 : Dumbo, animateur
- 1941 : Le Dragon récalcitrant, effets spéciaux
- 1942 : Bambi, animateur
- 1942 : Saludos Amigos, animateur
- 1943 : Victoire dans les airs, animateur
- 1944 : Donald et le Gorille, animateur
- 1945 : Les Trois Caballeros séquence Le Pingouin à sang froid, animateur, artiste d'effets spéciaux)
- 1945 : Donald emballeur (The Clock Watcher), animateur
- 1945 : Donald amoureux, animateur
- 1945 : Le Vieux Séquoia (Old Sequoia), animateur
- 1946 : Mélodie du Sud, effets d'animation
- 1946 : La Boîte à musique (réalisateur)
- 1948 : À la soupe ! (Soup's On), animateur
- 1948 : Mélodie Cocktail séquence Pecos Bill, effets d'animation
- 1948 : Danny, le petit mouton noir, effets spéciaux
- 1950 : Pluto and the Gopher, effets d'animation
- 1950 : Cendrillon, effets d'animation
- 1951 : La Terre, cette inconnue (Nature's Half Acre) , effets d'animation, Série True-Life Adventures
- 1951 : Alice au pays des merveilles, effets d'animation
- 1952 : Les Oiseaux aquatiques (Water Birds), effets d'animation, Série True-Life Adventures
- 1953 : Au pays des ours (Bear Country), effets d'animation, Série True-Life Adventures
- 1953 : Everglades, monde mystérieux (Prowlers of the Everglades), effets d'animation, Série True-Life Adventures
- 1953 : Le Désert vivant, effets d'animation, Série True-Life Adventures
- 1953 : Peter Pan, effets d'animation
- 1954 : Vingt Mille Lieues sous les mers, effets spéciaux
- 1954 : La Grande Prairie (The Vanishing Prairie), effets d'animation, Série True-Life Adventures
- 1955 : Lions d'Afrique (The African Lion), effets d'animation, Série True-Life Adventures
- 1955 : Men Against the Arctic, effets d'animation, Série True-Life Adventures
- 1956 : Planète interdite (Forbidden Planet), effets spéciaux
- 1956 : Les Secrets de la vie (Nature's Secrets of Life), effets d'animation, Série True-Life Adventures
- 1957 : Les Aventures de Perri (Perri), effets spéciaux, Série True-Life Adventures
- 1958 : Le Désert de l'Arctique (White Wilderness), effets d'animation, Série True-Life Adventures
- 1959 : La Belle au bois dormant, effets d'animation
- 1959 : Donald au pays des mathémagiques (réalisateur de séquence)
- 1959 : Nature's Strangest Creatures, effets d'animation, Série True-Life Adventures
- 1959 : Darby O'Gill et les Farfadets, effets d'animation
- 1959 : Mysteries of the Deep, effets d'animation
- 1959 :  Le Jaguar, seigneur de l'Amazone (Jungle Cat), effets d'animation, Série True-Life Adventures
- 1960 : Islands of the Sea, effets d'animation
- 1961 : Donald and the Wheel, effets d'animation
- 1961 : Monte là-d'ssus (The AbsentMinded Professor), effets spéciaux
- 1980 : Mickey Mouse Disco, animateur